# Bakau United Football Club
O Bakau United Football Club é um clube de futebol com sede em Bakau, Gâmbia. A equipe compete no Campeonato Gambiano de Futebol.

## História
O clube foi fundado em 1996.

## Títulos
| NACIONAIS | NACIONAIS      | NACIONAIS | NACIONAIS  |
|           | Competição     | Títulos   | Temporadas |
| --------- | -------------- | --------- | ---------- |
| Gâmbia    | Copa da Gâmbia | 01        | 2005.      |